# Los Angeles Lakers
Los Angeles Lakers este un club de baschet din orașul Los Angeles, California, SUA. Echipa evoluează în National Basketball Association (NBA) și face parte din Divizia Pacificului a Conferinței de Vest. Clubul are în palmares 17 titluri NBA, cel mai recent fiind cucerit în sezonul 2019-2020. Este a doua cea mai titrată echipă din istoria competiției, doar Boston Celtics cu 18 titluri fiind de mai multe ori campioană NBA.
Lakers joacă meciurile de pe parchetul propriu în Crypto.com Arena, sală pe care o împart cu Los Angeles Clippers care joacă tot în NBA, Los Angeles Sparks din Women's National Basketball Association și Los Angeles Kings din National Hockey League.
Lakers deține recordul NBA pentru cea mai lungă serie de victorii consecutive, 33 de meciuri la rând, record stabilit în sezonul 1971–72. 26 dintre jucătorii aflați în Hall of Fame-ul NBA au evoluat de-a lungul timpului pentru L.A.Lakers, iar patru dintre aceștia au antrenat echipa. Kareem Abdul-Jabbar, Magic Johnson, Shaquille O'Neal și Kobe Bryant au primit de-a lungul timpului trofeul de NBA MVP, având în total opt astfel de premii adunate.